# Acquedotto alessandrino

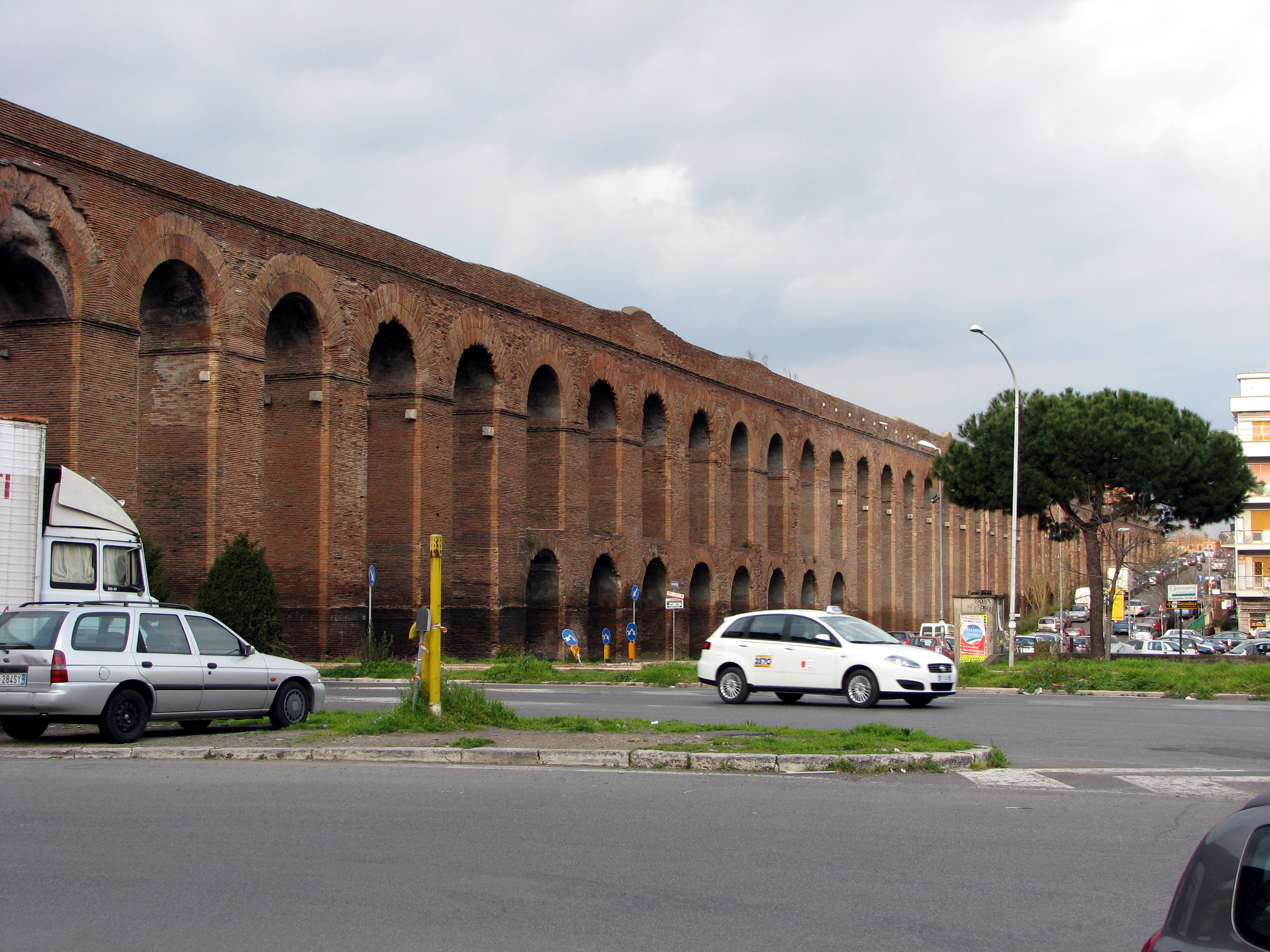
L'acquedotto presso Centocelle

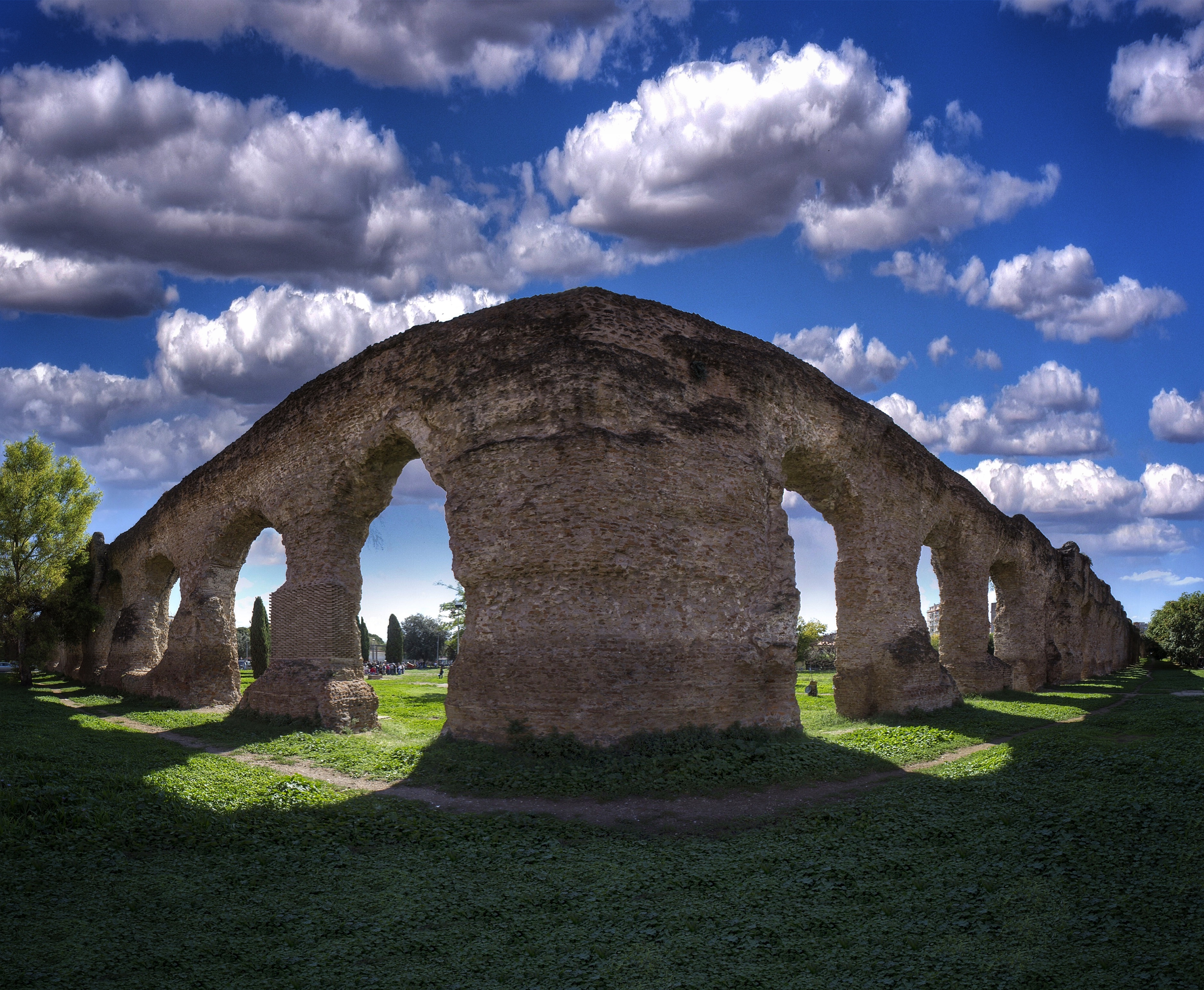
Tratto presso Via di Tor Pignattara

L'acquedotto Alessandrino (Aqua Alexandrina), l'undicesimo acquedotto dell'antica Roma, venne edificato nel 226 d.C. dall'imperatore Alessandro Severo (11 marzo 222 – 19 marzo 235).
Fu l'ultimo a essere realizzato dei grandi acquedotti dell'antica Roma. La sua realizzazione era finalizzata all'approvvigionamento idrico delle terme di Nerone che, situate in Campo Marzio presso il Pantheon (circa nella zona occupata oggi da Palazzo Madama), erano state radicalmente ristrutturate dallo stesso imperatore, e che pertanto da allora assunsero anche la denominazione di "terme Alessandrine" (Thermae Alexandrinae).

## Le sorgenti
Le sue acque venivano captate da falde acquifere in località “Pantano Borghese”, nei pressi del XIV miglio dell'antica via Prenestina, 3 km a nord dell'abitato di Colonna.

## Il percorso
L'acquedotto, grazie alle notevoli capacità tecniche dell'epoca della sua costruzione, fu costruito con in laterizio, materiale leggero ma robusto, che permise di seguire un percorso più rettilneo che in passato, in buona parte su arcuazioni, mentre i tratti sotterranei erano limitati a cunicoli (di 0,72 m di larghezza per 1,80 di altezza) per oltrepassare le alture.
Le arcate dell'acquedotto Alessandrino, in speco sotterraneo fino alla tenuta di Torre Angela, sono tuttora quasi per intero visibili nei tratti successivi sui vari fossi, in via Palmiro Togliatti le arcate raggiungono la massima quota di 20.65 m, fino alla zona della “Marranella”, dopo la quale raggiunge, in percorso sotterraneo sconosciuto, la zona di Torpignattara.

Da qui lo speco procedeva nuovamente interrato fino ad entrare in Roma nella zona cosiddetta ad spem veterem, nei pressi dell'attuale Porta Maggiore. Rodolfo Lanciani, al riguardo, afferma che
«...[l'acquedotto] penetrava in città a un livello di 3,18 m inferiore all'attuale soglia di Porta Maggiore»
che era poi il livello di campagna dell'epoca. Nelle vicinanze doveva trovarsi la piscina limaria, il bacino di decantazione per la purificazione delle acque. Nessun altro avanzo del percorso è visibile all'interno della cinta delle Mura Aureliane.
L'acquedotto Alessandrino giungeva alle terme di Nerone dopo un percorso di circa 22,7 km. Si è calcolato che la portata giornaliera di acqua fosse pari a 21.632 m3, circa 250 litri al secondo.
Le stesse sorgenti furono quindi utilizzate dall'acquedotto dell'Acqua Felice, realizzato nel 1585 per volontà di papa Sisto V. 

## Restauri
I principali interventi di restauro risalgono all'epoca di Diocleziano, a cavallo tra il III e il IV secolo, poi tra il V e il VI secolo, e ancora verso la fine dell'VIII, ad opera di papa Adriano I.
Le ultime opere di restauro risalgono al 1997, quando il restauro interessa l'acquedotto presso il parco Sangalli.